# Nina Brosh

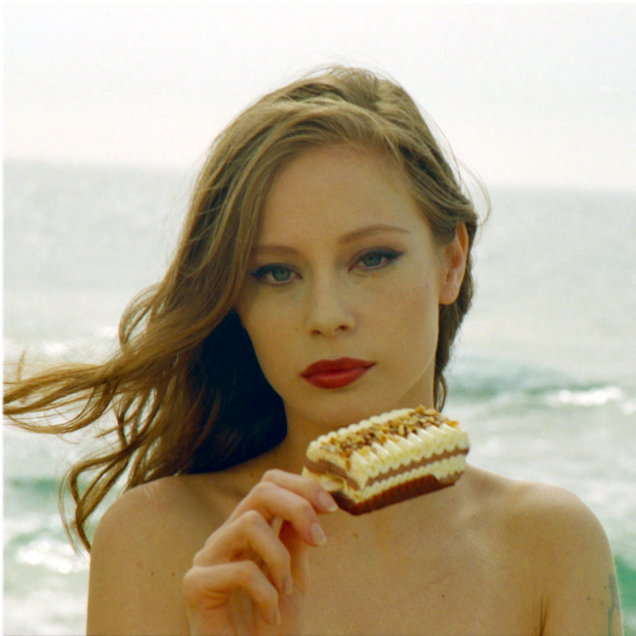
Nina Brosh, 1994

Ruti-Nina Brosh-Vic (hebräisch רותי-נינה ברוש-ויק; * 12. November 1975 in Ramat Yishai) ist eine israelische Schauspielerin und Model.

## Leben und Karriere
Ruti-Nina Brosh-Vic wurde am 12. November 1986 in Ramat Yishai geboren. Ihr Vater ist aschkenasische Abstammung. Zudem ist sie väterlicherseits die Ururenkelin von Rabbi Jehuda Leib Maimon. In den 1990er Jahrennmachte sie Werbung für Givenchy, Yves Saint Laurent, Dolce & Gabbana, Chanel, Dior, DKNY, Bebe und Miu Miu. Später erschien sie auf den Titelseiten von Magazinen wie Vogue und Elle. 1998 bekam sie in dem Film Johnny 316 die Hauptrolle.

## Filmografie
- 1998: Johnny 316 (Hollywood Salome)
- 2000: The Ice People